# 斑繐肩䲁
斑繐肩鳚（学名：Cirripectes quagga），又名斑頸鬚鳚、狗鰷，为輻鰭魚綱鳚形目鳚科繐肩鳚属的鱼类。分布印度太平洋區，從南非至坦尚尼亞，東至亨德森島、皮特凱恩群島和夏威夷群島，北至中國，南至大堡礁海域，深度0至19公尺，本魚體長橢圓形，稍側扁，頭鈍短，下唇向內側呈細圓齒狀，向外側呈褶皺狀，上唇小圓齒32-46顆，鰓耙18-26，頭部感覺孔系統複雜，有中吻孔，眶上觸鬚2-15，鼻觸鬚6-16、頸項觸鬚23-36，無頸項皮瓣，顏色模式存在地理差異，有的為均勻的棕色，有的帶有條紋或斑點，或有彩色的花梗，通常是黃色或猩紅色；黑色虹膜，帶有黃色、形狀不規則的內環，背鰭膜與尾鰭相連，最後一根棘上有一深凹口，第一根棘約等於或高於第二根棘的兩倍，背鰭硬棘11-13枚、背鰭軟條14-16枚、臀鰭硬棘2枚、臀鰭軟條15-17枚，體長可達10公分，棲息在潮間帶及礁石區，以藻類、碎屑和小型無脊椎動物為食，雌魚產附著性卵，雄魚會守護卵，幼魚為浮游性。该物种的模式产地在Wake岛。